# Niederhofstraße
Niederhofstraße – jedna ze stacji metra w Wiedniu na Linia U6. Została otwarta 7 października 1989. 
Znajduje się w 12. dzielnicy Wiednia, Meidling. Nazwa stacji pochodzi od Niederhofstrasse, która do 1894 nazywała się Matzleinsdorfer Straße.